# Portugalský infant
Portugalský infant (portugalsky: Infante de Portugal; f. infantka) byl královský titul užívaný v Portugalském království, udělovaný synům nebo dcerám portugalského krále a portugalským princům, kteří nebyli dědici trůnu. Používá se také k označení vnuka nebo vnučky vládnoucího panovníka v mužské linii. Manželky portugalských infantů automaticky získávají šlechtický titul infantky. Manželé portugalských infantek nemají po sňatku inherentní právo na titul infanta (např. Nuno José Severo de Mendoça Rolim de Moura Barreto, 1. vévoda z Loulé).